# Здесь есть источник
«Здесь есть источник», в иных переводах: «Здесь бьёт родник», «Источник здесь» (яп. ここに泉あり коко ни идзуми ари, англ. Here is a Spring) — японский чёрно-белый фильм-драма, снятый видным деятелем независимого кинопроизводства, режиссёром Тадаси Имаи, и вышедший на экран в 1955 году. В киноленте показана тяжёлая история борьбы, которую ведёт филармония префектуры Гумма за развитие культуры.

## Сюжет
Камэо Ида, руководитель гражданской филармонии, созданной вскоре после окончания войны в городе Такасаки, мечтает о том, чтобы нести в народные массы музыку, которая смягчила бы и ободрила огрубевшие сердца людей. На его призыв откликаются скрипач оркестра Хаями и пианистка Каноко. С тяжёлыми музыкальными инструментами они объезжают глухие уголки, играют в школах, на шахтах, в санаториях, и всюду люди радуются их игре. Совместные поездки сближают Хаями и Каноко, они полюбили друг друга. Но денежные дела оркестра идут плохо. От Ида уходит его жена. Среди оркестрантов начинается разброд, оркестр оказывается на грани развала. Оркестранты отправляются в горный район Оку-Тонэ с последней общеобразовательной программой по музыке. Из далёких горных селений пришли дети. Со сверкающими глазами слушают они впервые в своей жизни музыку в исполнении настоящего оркестра. Потом дети приходят проводить оркестр, и их песня «Красная стрекоза» разносится эхом по горам и долинам. С тех пор оркестр стал крепнуть, а через два года состоялся его большой концерт, на котором дирижирует известный японский композитор Косаку Ямада.

## В ролях
- Кэйко Киси — Каноко Сагава
- Эйдзи Окада — Акира Хаями
- Кэйдзю Кобаяси — Камэо Ида
- Масахико Нарусэ — Такэмура
- Дайскэ Като — Кудо
- Кодзи Мицуи — Маруя
- Хидэдзи Оотаки — Кисибэ
- Хидэми Фукуда — Хара
- Кунихико Сиихара — Аои
- Юити Сайто — Окадзаки
- Котаро Томита — Ивао
- Тадахико Идэ — Кура
- Коити Хаяси — Ивамото
- Эйкэн Сёдзи — Андо
- Кодзи Накано — Мурата
- Дзюндзи Масуда — Канэко
- Дзэко Накамура — Накамура
- Тосиаки Коноэ — Исидзука
- Хисао Тоакэ — Кавабэ
- Кодзи Киёмура — Кодзи
- Эйдзиро Тоно — Мунэта
- Норико Сэнгоку — Киёми Ида
- Муцухико Цурумару — Рофу
- Хисако Хара — старуха
- Садако Савамура — парикмахерша (жена Канэко)
- Мицуко Кусабуэ — Саэко Оно
- Косаку Ямада — дирижёр симфонического оркестра (играет самого себя)
- Томоко Нараока — медсестра
- Ясуми Хара — посетитель пациента

Съёмки фильма потребовали длительной подготовки и заняли около полугода. Этот фильм, необычный для независимой кинематографии, рассказывает о создании действительно существующей в городе Такасаки народной филармонии и о тяжёлой борьбе, которую ведут музыканты, чтобы сделать музыку достоянием масс. Ёко Мидзуки написала сценарий, в котором мы видим живых людей, реальные ситуации. Фильм передаёт прелесть музыки, прелесть человеческих идеалов, теплоту чувств. Всё это не могло не тронуть зрителей. Фильм был полностью чужд пуританскому стилю большинства произведений независимой кинематографии...
... Музыканты — самые обыкновенные люди, которые жалуются на свою бедность, мечтают о спокойной жизни, пьют сакэ, бранятся и ссорятся между собой. Они не обладают высокими идеалами, их не обуревают честолюбивые замыслы. Но, выполняя из года в год свою работу, они, оглянувшись на прошлое, всё же могут видеть её реальные плоды. Их симфонический оркестр, который бы должен быть вот-вот распущен из-за финансовых затруднений и внутренних разногласий, всё же стал единственным в Японии провинциальным симфоническим оркестром.
Идеализированное изображение послевоенного «культурного круга», члены которого пропагандировали западную классическую музыку среди простых людей.

## Премьеры
- — национальная премьера фильма состоялась 12 февраля 1955 года[3].

## Награды и номинации
Премия «Голубая лента»
- 6-я церемония награждения (1955 год)[4]

- Премия лучшему актёру второго плана 1955 года — Дайскэ Като (ex aequo: «Окровавленное копьё на горе Фудзи»).

Кинопремия «Майнити»
- 10-я церемония награждения (за 1955 год)[5].

- Премия лучшему актёру второго плана 1955 года — Кэйдзю Кобаяси.
- Премия лучшему композитору 1955 года — Икума Дан.

Премия журнала «Кинэма Дзюмпо» (1954)
- Фильм выдвигался на премию «Кинэма Дзюмпо» в номинации за лучший фильм 1955 года, по результатам голосования занял 5-е место.

## Комментарии
1. ↑  Русское название «Здесь бьёт родник» распространено в советском киноведении, в том числе в «Кинословаре» 1986 года издания (стр. 150, 570), в русском издании книг Акиры Ивасаки «Современное японское кино» (стр. 29; 163; 168—169; 271; 487) и «История японского кино» (стр. 169, 232). Под названием «Здесь есть источник» фильм упомянут в энциклопедическом издании «Режиссёрская энциклопедия: Кино Азии, Африки, Австралии, Латинской Америки» (стр. 44—45) и на некоторых сайтах в сети Интернет, например на «КиноПоиске».